# Deogarh, Uttar Pradesh
Deogarh är en ort i Indien.   Den ligger i distriktet Lalitpur och delstaten Uttar Pradesh, i den centrala delen av landet, 500 km söder om huvudstaden New Delhi. Deogarh ligger 376 meter över havet och antalet invånare är 699.
Terrängen runt Deogarh är platt. Runt Deogarh är det ganska tätbefolkat, med 239 invånare per kvadratkilometer. Närmaste större samhälle är Pāli, 18,5 km öster om Deogarh. Trakten runt Deogarh består till största delen av jordbruksmark.